# 东萨哈林山脉
东萨哈林山脉（俄语：Восточно-Сахалинские Горы）是萨哈林岛东部的山，由变成岩组成，属萨哈林州，最高峰洛帕京山海拔1,609米。云杉属、石桦和偃松覆盖山坡，一些地方是山地冻原，在沿海地区矮曲林和海洋水草取代了针叶林的位置。